# Anni 980
Gli anni 980 sono il decennio che comprende gli anni dal 980 al 989 inclusi.

## Eventi, invenzioni e scoperte
- 983 - Una rivolta di slavi occidentali pagani pone temporaneamente fine al tentativo di convertire al Cristianesimo i popoli stanziati a est del fiume Elba, costringendo altresì i religiosi all'abbandono dei monasteri ivi situati.
- La Rus' di Kiev si converte al Cristianesimo di rito bizantino.